# Freddie Stroma
Frederic Wilhelm C.J. Sjöström, född 8 januari 1987 i London, England, är en brittisk skådespelare med svenskt och tyskt ursprung.
Han använder aliaset Freddie Stroma för att inte bli förväxlad med den svenske ishockeyspelaren Fredrik Sjöström.

## Filmografi (urval)
- 2009 – Harry Potter och halvblodsprinsen - Cormac McLaggen
- 2010 – Harry Potter och dödsrelikerna - Cormac McLaggen
- 2012 – Pitch Perfect - Luke
- 2013 – 13 Hours: The Secret Soldiers of Benghazi - Brit Vayner
- 2015 – Pitch Perfect 2 - Luke
- 2015 – UnREAL (TV-serie) - Adam Cromwell
- 2016 – Game of Thrones (TV-serie) - Dickon Tarly
- 2022 – Peacemaker (TV-serie) - Adrian Chase / Vigilante